# Mort d'Angelo Garand
Le 30 mars 2017 à Seur dans le Loir-et-Cher (France), Angelo Garand est abattu par les gendarmes du GIGN. Ceux-ci l'interpellaient parce qu'il n'était pas retourné au centre de rétention de Vivonne après une autorisation de sortie. La procédure judiciaire se termine par un non-lieu confirmé en appel pour les deux gendarmes mis en examen, et le rejet d'un pourvoi en cassation. La Cour européenne des droits de l'homme donne également raison aux gendarmes.
Le sociologue Didier Fassin revient sur l'affaire dans son ouvrage Mort d'un voyageur : une contre-enquête ; il propose une autre version des faits que celle retenue par la justice, une « vérité ethnographique » qui prend en compte la parole de la famille et dévoile le « mensonge » des gendarmes et le manque d'impartialité de l'institution judiciaire.

## Victime
Angelo Garand est élevé par sa tante, après le décès de sa mère dans un accident de voiture. La père d'Angelo est d'une famille de gens du voyage. Il se sédentarise avec sa seconde épouse à Seur, le village dont elle est originaire. À 9 ans, Angelo Garand rejoint son père remarié et sa demi-sœur,. La famille s'agrandit avec la naissance d'un frère et d'une deuxième sœur. Angelo Garand ne termine pas le cycle de Segpa dans lequel il était avec d'autres élèves en difficulté. Il aide plutôt son père ferrailleur et fait l'école buissonnière. Il aime la nature et s'intéresse à la mécanique. Il a 14 ans quand un villageois porte plainte contre lui pour avoir pris une pomme qui pendait d'une branche à l'extérieur d'un jardin. Le magistrat du tribunal pour enfants le sermonne en lui expliquant qu'il s'agit d'un vol, puisque le pied de l'arbre était à l'intérieur.
Il quitte la maison familiale à 18 ans ; avec sa compagne, ils viennent d'avoir une fille. Leur premier fils nait deux ans plus tard. À 22 ans, il est jugé pour une conduite sans permis ni assurance. Il est accusé de fuite et d'avoir tenté de percuter le véhicule de gendarmerie. Son avocat commis d'office le présente à l'audience comme un simple petit « voleur de poule »,, préjugé commun sur les gens du voyage,, ce qui n'empêche pas les magistrats de prononcer une peine de 18 mois de prison avec mandat de dépôt. Il retourne en prison une deuxième fois, après un procès pour vol, et n'est pas présent pour la naissance de son deuxième fils. À sa sortie sa compagne l'a quitté ; il habite chez son père avec ses trois enfants dans une situation extrêmement précaire. Un vol de voiture et de cuivre dans un local industriel le renvoie en prison.
À sa sortie deux ans plus tard, il commence avec sa nouvelle compagne une nouvelle vie plus paisible. Il traite son héroïnomanie et fait une formation de taille de vigne. Ils vivent de contrats dans les domaines viticoles de la région et d'indemnités de chômage. Mais des dépenses incontournables (frais de justice, amendes impayées, pensions alimentaires) le mettent en grande difficulté économique. Pour vol, il est condamné une nouvelle fois à 27 mois de prison et incarcéré en détention préventive à Vivonne, à deux cents kilomètres de Seur. Lors d’une permission de sortir d'une journée, accordée en septembre 2016, il ne rentre pas au centre pénitentiaire. Selon la famille, il ne se cachait pas vraiment. Six mois plus tard, il est abattu lors de son interpellation.
Angelo Garand a donc passé treize de ses quatorze dernières années en prison,. Certaines sources insistent sur ses antécédents judiciaires. Le Parisien évoque dix-neuf condamnations, notamment pour des cambriolages et des braquages ; les gendarmes parlent plutôt de vingt-sept mentions, dont une tentative de percuter un véhicule de gendarmerie au cours d'un contrôle routier, et le jet de bouteilles de gaz sur les gendarmes . À la différence de ce portrait qui a été fait de lui, Fassin rappelle qu'il n'a été sanctionné que pour des affaires relativement bénignes dont aucune n'impliquait l'usage d'une arme, et avec une sévérité que n'explique que la récidive des infractions et les circonstances aggravantes. Les condamnations au paiement de dommages et intérêts ont empêché toute stabilisation économique et ont eu pour conséquence d'induire la délinquance qu'elles voulaient prévenir.

## Des versions de l'assaut qui s'opposent
L'opération qui a lieu le 30 mars 2017 est menée par des gendarmes du GIGN, spécialistes des actes terroristes et des prises d'otages, plutôt que par ceux de la commune, pour des raisons qui sont difficiles à comprendre a posteriori,. Une source policière se demande s'il s'agissait d'un entrainement. Didier Fassin fait le lien avec la militarisation croissante de la police ces dernières années,. Pour les gendarmes du GIGN, il s'agissait d'arrêter « un fugitif dangereux et armé »,. La presse relaye cette information : Angelo Garand était un « gitan en cavale », « potentiellement dangereux ».
Selon la version du procureur, diffusée par la presse, les gendarmes, et finalement retenue par la justice, les gendarmes font irruption sur le terrain familial et localisent Angelo Garand dans une petite grange. Une fois à l'intérieur, dans une demie obscurité, ils lui demandent de lâcher le couteau dont il les menace, se battent contre lui à coups de taser et essayent de l’immobiliser à mains nues avant finalement de tirer,,,,. Angelo Grand reçoit cinq balles dans le torse et meurt dans les minutes qui suivent. Le procureur détaille :

« Les gendarmes lui ont demandé de se rendre. L'homme s'est levé, les gendarmes sont venus à son contact, puis il a sorti un couteau et l'a exhibé en s'avançant avec des gestes circulaires menaçants, a expliqué vendredi le procureur. Les gendarmes ont reculé et ont utilisé le Taser, le pistolet à impulsions électriques. Mais cela n'a pas eu l'effet escompté. Angelo Garand s'est rué sur un gendarme tentant de lui porter des coups au niveau du visage et du cou. C'est dans ces conditions qu'un premier gendarme a fait usage de son arme puis un second militaire a fait de même ce qui a permis de le neutraliser. »

Au contraire, selon les membres de la famille présents au moment du drame, un très bref silence aurait espacé le moment où les gendarmes ont pénétré dans la grange et les tirs effectués sans sommation. Cette version n'est pas reprise par la presse,, la police bénéficiant d’un crédit que n’ont jamais eu les cinq témoins de la famille de la victime,. Ils ne participent d'ailleurs pas à la reconstitution qui est organisée le lendemain,.

La sœur d'Angélo, Aurélie, publie quelques jours après le drame une vidéo dans laquelle elle interpelle le préfet de police,: 

« Vous parlez d’un évadé qu’il aurait fallu neutraliser. C’est faux ! C’est une exécution ! Rien d’autre. »

Une cagnotte permet de rassembler la somme nécessaire pour payer les obsèques et engager la procédure de dépôt de plainte. Aurélie Garand coordonne le 30 mars une manifestation non violente qui rassemble plus de 200 personnes à Blois,, puis une autre à Tours le 1er juin 2017. L'organisation d'un rassemblement le 22 avril 2017 vaut à un travailleur social et militant une mise à pied et rupture anticipée de CDD pour faute grave,. La famille reçoit l'appui de plusieurs associations et collectifs, « D’ailleurs nous sommes d’ici 37 », « Urgence notre police assassine », et le « collectif Adama et Assa Traoré ». Pendant l'une des manifestations, Aurélie Garand clame : 

« L'égalité pour nous, ça n'existe pas. La fraternité, il ne nous reste que ça. Quand on marche pour un, on marche pour tous. »

## Contre-enquêtes
Dans son ouvrage Mort d'un voyageur : une contre-enquête,, le sociologue Didier Fassin souligne les nombreux éléments qui contredisent la version des gendarmes : les incohérences « extraordinaires » entre leurs témoignages (Angelo Garand était-il vociférant ou muet ?); le rapport d'autopsie qui indique que les tireurs étaient au-dessus de la victime, alors que les gendarmes disent qu’il se tenait à leur hauteur, menaçant, quand ils ont tiré ; le canif retrouvé à côté de la main droite du défunt alors que la dépouille a été déplacée et retournée, ; le médecin légiste qui affirme que l’homme abattu n’était pas armé.
Didier Fassin propose une autre version des faits que celle retenue par la justice, une « vérité ethnographique » plutôt que judiciaire, selon laquelle les gendarmes auraient paniqué et tiré sur Angelo Garand, désarmé et accroupi, peu après l'avoir découvert dans le fond de la grange. Ils auraient ensuite déplacé le corps, donné des coups de taser sur le cadavre, placé dans sa main droite un canif trouvé dans sa poche, et se seraient rapidement mis d'accord sur une version des faits légitimant l'issue fatale. Il s'agissait pour eux d'éviter le scandale et de préserver l’honneur de l’institution.
La thèse de la légitime défense est a nouveau constestée, 5 ans après les faits, par un groupe d’enquête indépendant (Geni) qui a eu accès au dossier d'instruction. Sa contre enquête relève la « contamination de la scène [par les gendarmes, qui] fausse l’analyse et la compréhension des faits », et leurs déclarations contradictoires:

« L’attaque au couteau tout d’abord. Les gendarmes se contredisent sur sa description. Certains évoquent une lame de 20 cm alors que le canif d’Angelo Garand faisait 9 cm. Un gendarme indique n’avoir pas vu de couteau sauf lors du menottage. Le couteau retrouvé près du corps ne portait aucune trace palmaire. On peut douter qu’il l’avait à la main. Quant au militaire qui affirme avoir tiré tout en tombant, le médecin n’a retrouvé aucune marque sur son menton. »

Par ailleurs l'analyse balistique du Geni contredit l'hypothèse de la légitime défense en montrant que l’homme était plutôt en train de tomber que d'attaquer quand il a été touché,.

## Suites judiciaires
La garde à vue des deux gendarmes qui ont tiré est levée le 3 avril 2017, ce que la presse interprète comme une confirmation de la thèse de la légitime défense. Le procureur précise en effet ce jour-là que « les constatations médico-légales, celles de police technique et scientifique, l'expertise balistique, confrontées aux différentes auditions, permettent de dire qu'il existe une cohérence avec la description faite par les gendarmes ».
Au cours de l'information judiciaire, une première juge d'instruction ordonne une commission rogatoire, auditionne tous les témoins (y compris la famille), et visite le lieu du drame. En septembre 2017, elle met en examen pour « violences volontaires avec arme ayant entraîné la mort de M. Angélo Garand sans intention de la donner » deux des gendarmes impliqués ; ils sont laissés libres, sans mesure de sûreté,,. Ces violences sont punissables de 15 ans de prison lorsqu'elles sont commises « par une personne dépositaire de l'autorité publique », selon l'article 222-8 du code pénal.
Mais, selon Didier Fassin, la magistrate qui remplace la première écarte systématiquement tous les éléments qui contredisent la version des gendarmes et retient la légitime défense et l'usage graduel de la force. Son ordonnance précise qu’aucun organe vital n'a été atteint, ce qui permet de dire que la mort n'était pas recherchée, alors que selon l’autopsie le cœur et le poumons d’Angelo ont été transpercés,. Le non-lieu disculpant les deux gendarmes du GIGN est prononcé le 10 octobre 2018,, et confirmé le 7 février 2019,. Le procureur précise alors que :

« Les juges ont estimé que l'usage des armes à feu par les deux militaires de la gendarmerie a été « strictement proportionné au danger de mort ou d'atteinte physique grave encouru par ces derniers et leurs collègues, en l'absence de toute autre alternative possible. »

La famille d’Angelo Garand forme un pourvoi contre le non-lieu,, qui est rejeté le 26 juin 2020,. La Cour européenne des droits de l'homme peut encore statuer sur la forme en examinant si oui ou non l’État français est fautif pour manquement aux droits des personnes,. Cette requête, pour violation du droit à la vie, est déposée devant la CEDH par la famille en décembre 2020. Le 6 mars 2025, elle estime que « les circonstances du décès ont été établies au terme d'un processus d'enquête approfondi, dénué de toute lacune procédurale », que la décision des deux gendarmes de faire usage de leurs armes de poing pouvait « passer pour justifiée et absolument nécessaire » et que le décès « n'est pas imputable à une quelconque défaillance dans la préparation ou dans le contrôle de l'opération d'interpellation »,,.

## Documents
- Didier Fassin, Mort d'un voyageur : une contre-enquête, Paris/53-Mayenne, Éditions du Seuil, coll. « La couleur des idées », 2020, 176 p. (ISBN 978-2-02-145077-4 et 2-02-145077-5, OCLC 1162927826, lire en ligne)[8],[20],[21],[22],[23],[41],[36],[42],[43]

1. 1 2 3 4 5 6 7  Fassin (2020), p. 91-97.
2. 1 2  Fassin (2020), p. 138-140.
3. ↑  Fassin (2020), p. 31, 141.
4. ↑  Fassin (2020).
5. ↑  Fassin (2020), p. 129.
6. 1 2 3 4  Fassin (2020), p. 77-83.
7. 1 2  Fassin (2020), p. 105-112.
8. ↑  Fassin (2020), p. 49.
9. ↑  Fassin (2020), p. 141-149.

- [vidéo] GENI - Groupe d'enquête indépendant, « Meurtre d'Angelo Garand (30/03/2017) - CONTRE-ENQUÊTE DU GENI », sur YouTube, 3 avril 2023
- Aurélie Garand, Depuis qu'ils nous ont fait ça, Du Bout de la Ville, 25 novembre 2022, 96 p. (ISBN 979-10-91108-46-1, lire en ligne)
- [vidéo] Blast (web TV), « David Dufresne. La mort au bout de l'injustice: le combat d'une soeur », sur YouTube, février 2023 (consulté le 26 février 2023)
- Gabriel Thierry, « L'affaire Angelo Garand », L'Essor de la Gendarmerie nationale, no 599,‎ mars 2025, p. 30-35
- « Requête no 2474/21 Aurélie GARAND et autres contre la France introduite le 17 décembre 2020 communiquée le 2 septembre 2021 », sur hudoc.echr.coe.int
- European Court of Human Rights, « AFFAIRE GARAND ET AUTRES c. FRANCE », sur hudoc.echr.coe.int, 6 mars 2025 (consulté le 8 mars 2025)